# Tropické monzunové podnebí

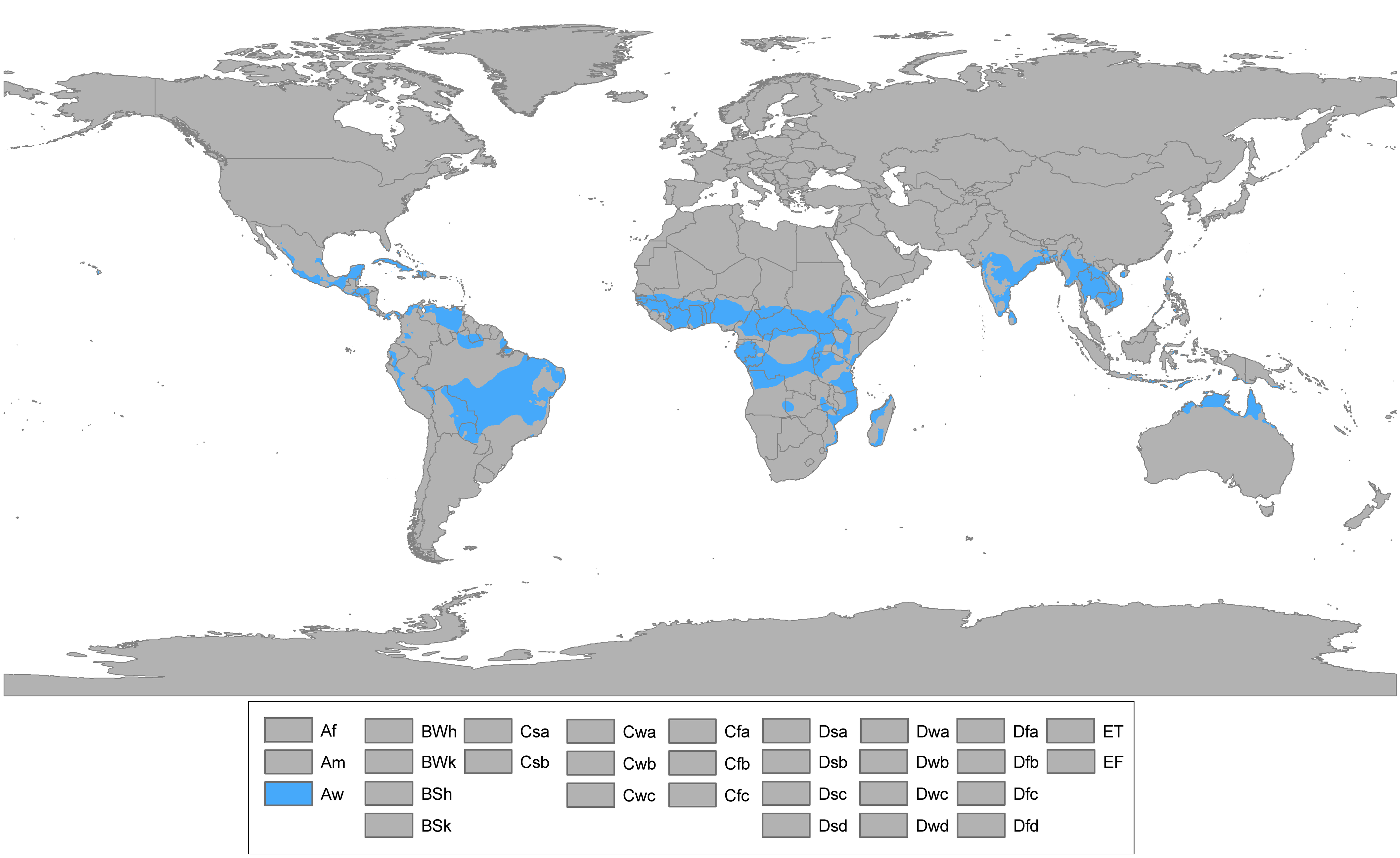
Monzunové podnebí (sušší savanová verze).

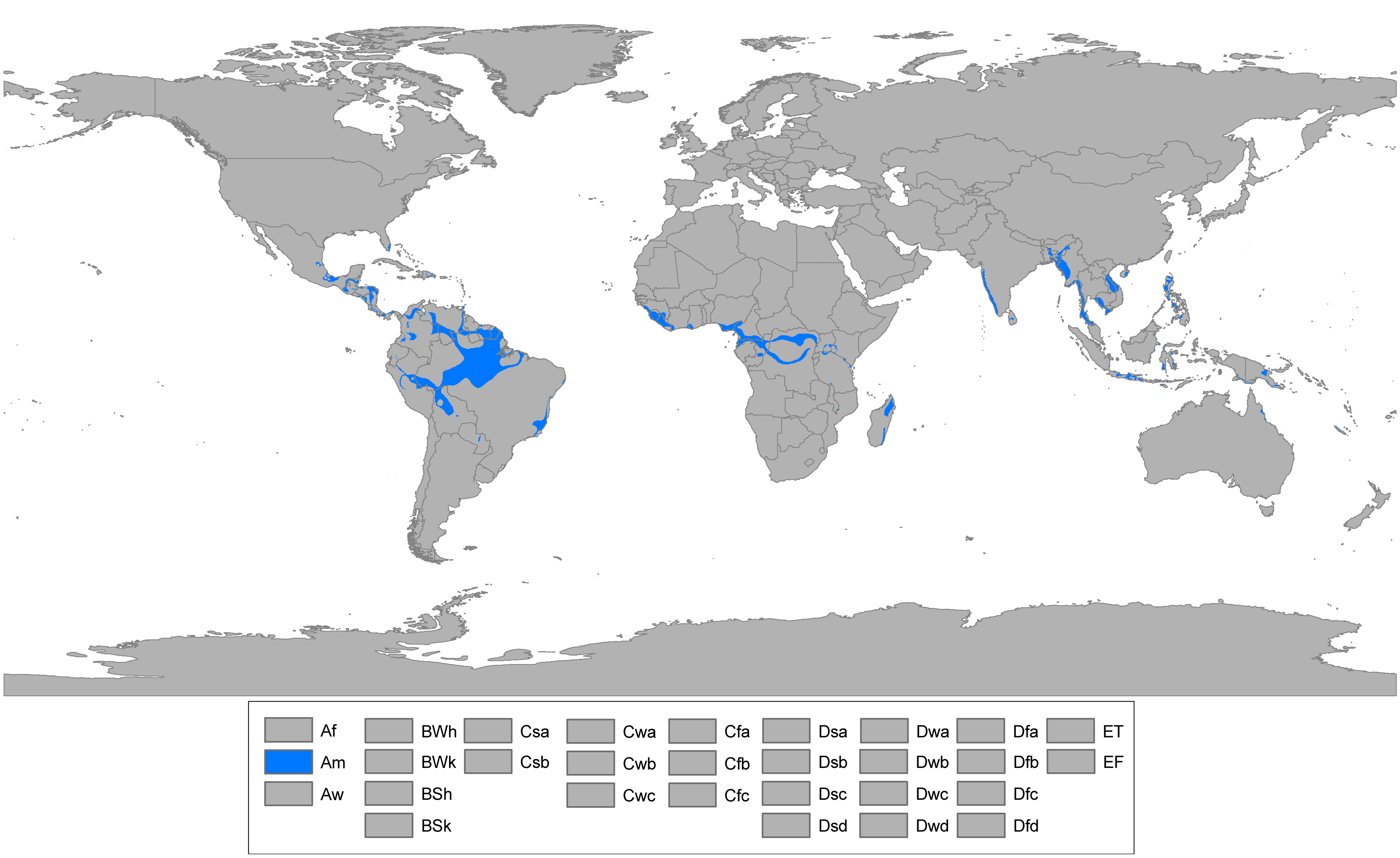
Tropické monzunové podnebí (vlhčí verze, umožňující růst souvislých monzunových lesů).

Tropické monzunové podnebí (zkratka Am, Aw) se podle Köppenovy klasifikace podnebí vyskytuje v blízkosti rovníku a má dvě roční období, období monzunu a období sucha. Protože oblasti s tímto podnebím obvykle nejsou přímo na rovníku, tak se v různých částech roku mohou výrazněji měnit i teploty, tomu napomáhají i rozdíly v množství mraků nad místem. Období sucha nastává spíše v zimě nebo na jaře a monzuny obvykle v létě.

## Teploty
Teploty v období dešťů a v období sucha jsou rozdílné. V období dešťů je teplotní rozdíl mezi dnem a nocí menší a teploty, především horka přes den jsou mírnější. V období sucha (pokud nastane na jaře) však mohou maximální denní teploty být až o 10 °C vyšší než v období dešťů. Naopak období sucha v zimě znamená výrazné ochlazení a v extrémních případech mohou teploty klesat i k bodu mrazu. Pokud je období sucha na jaře, jsou nejvyšší denní teploty často nad 40 °C, pokud nastane v zimě, nejnižší ranní teploty mohou klesat i do rozmezí 0 °C - 10 °C a ty denní jsou okolo 30 °C. Během monzunu jsou nejvyšší denní teploty okolo 30 °C.

## Srážky
Zatímco v době monzunu mohou nastat i velké záplavy a spadnout stovky nebo i přes 1000 mm srážek za měsíc, v období sucha mohou být některé měsíce prakticky bez srážek. Velká část srážek spadne při bouřkách.

## Galerie

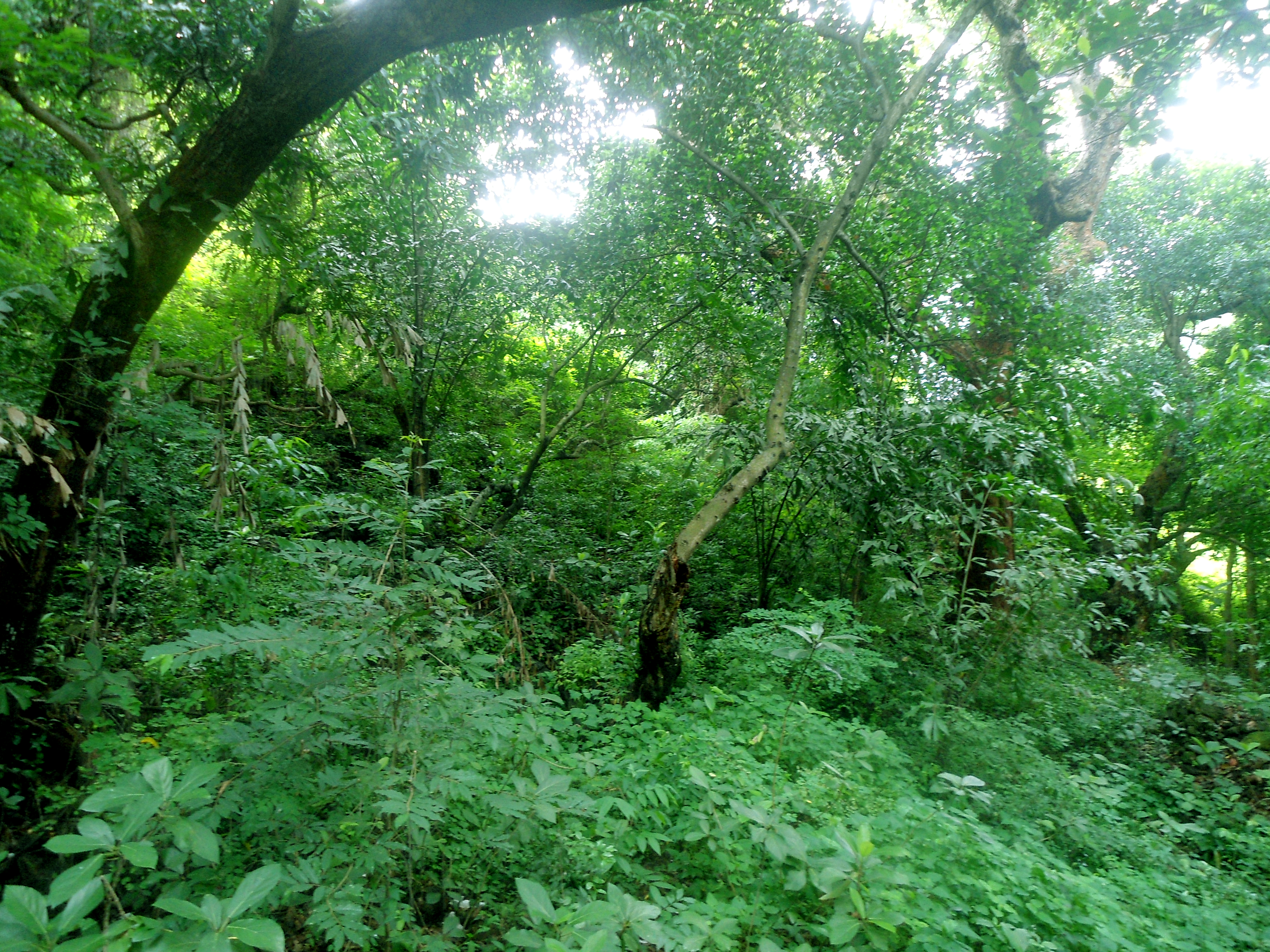
Monzunový les po příchodu Monzunu
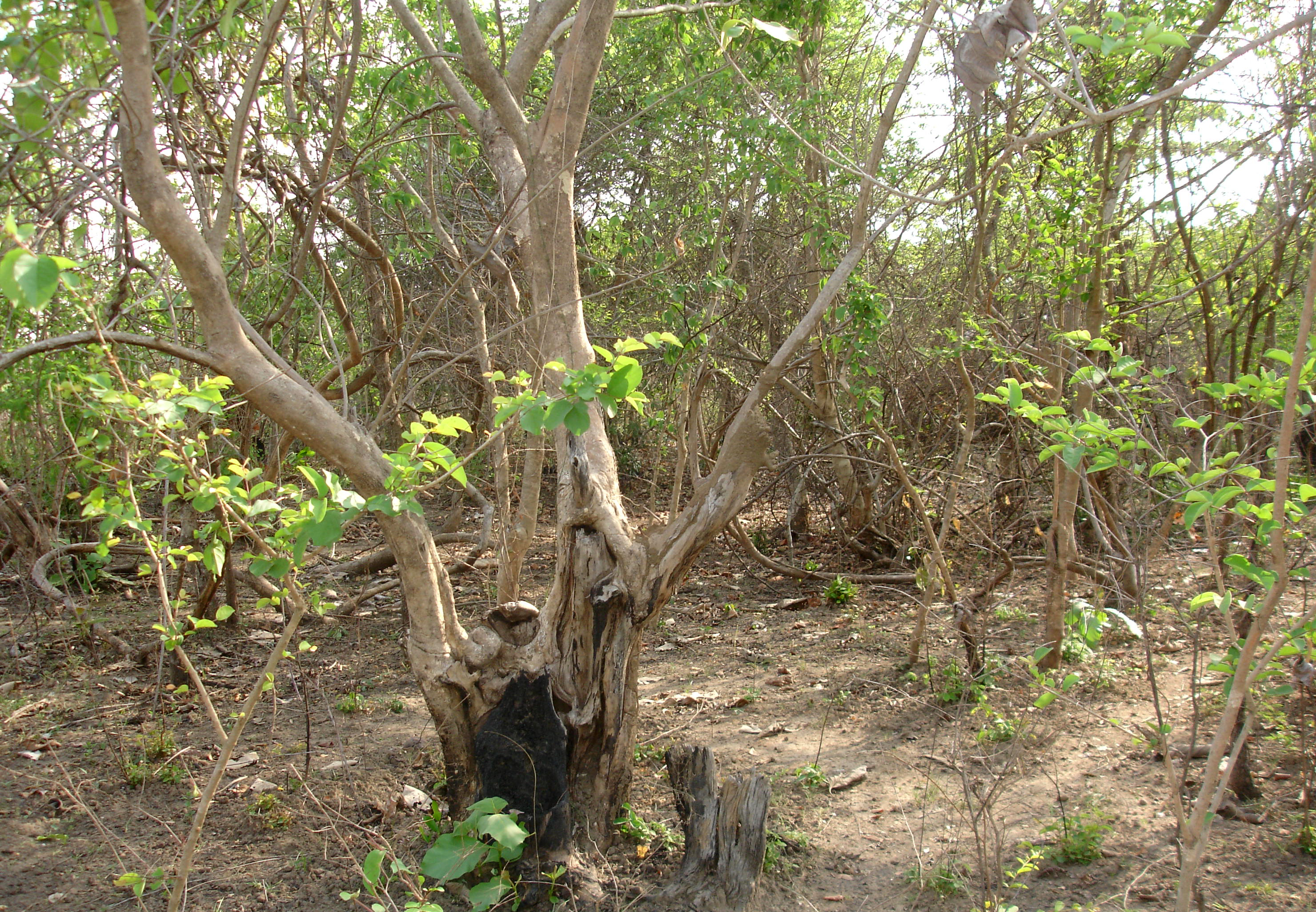
Monzunový les v sušších oblastech nemusí být tak bujný jako v tropickém deštném lese
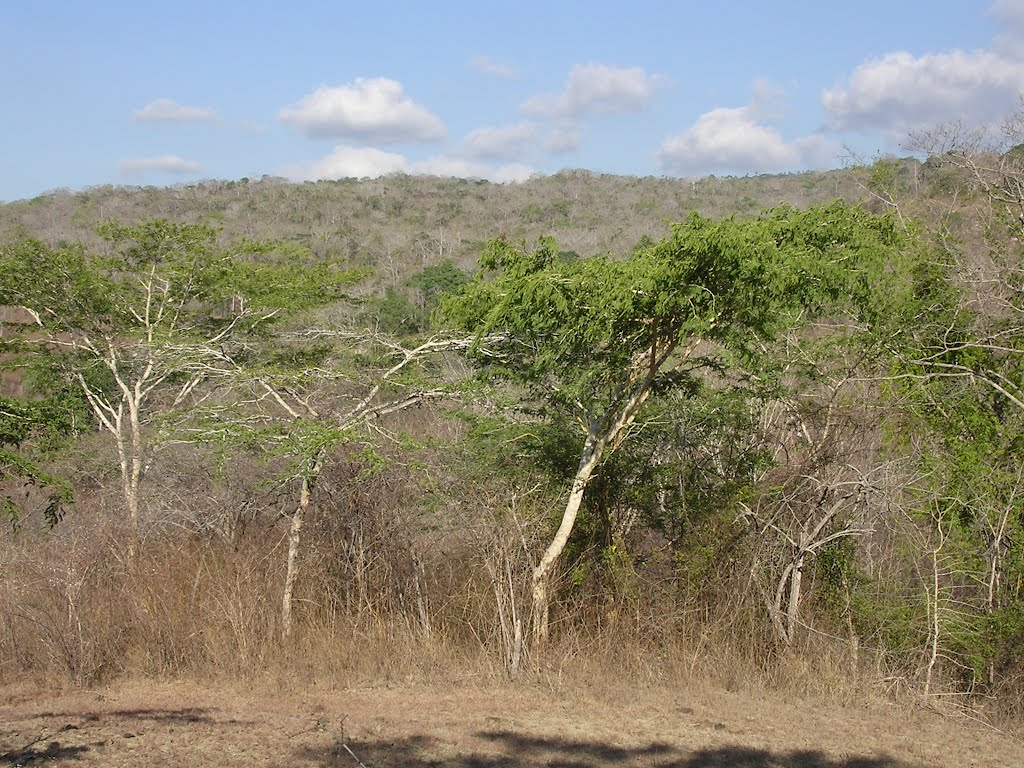
Monzunový les v období sucha.
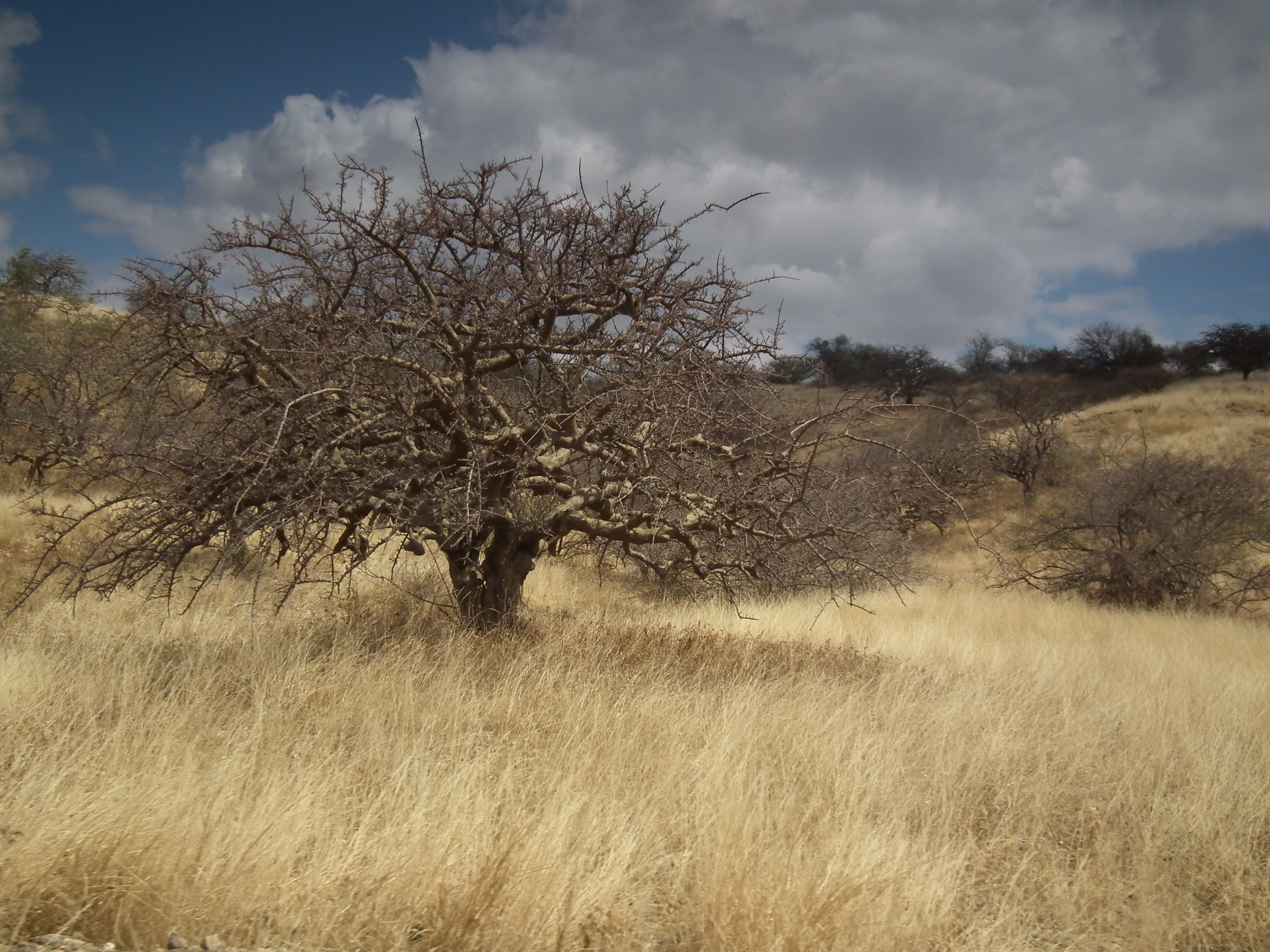
Savana v období sucha.
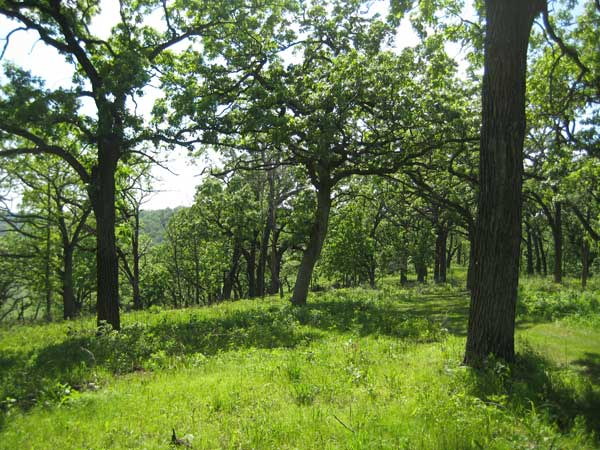
Savana v době dešťů.